# Aeroportul Cimitarra
Aeroportul Cimitarra (IATA: CIM, ICAO: SKCM) este un aeroport din Departamentul Santander, Columbia ce deservește zona Cimitarra⁠(d). Aeroportul a fost tranzitat în 2021 de 59 de pasageri.
Situat la o altitudine de 158 m, aeroportul dispune de o singură pistă.